# جوردن ويليس
جوردن ويليس (24 أغسطس 1994 بكوفنتري في المملكة المتحدة - ) (بالإنجليزية: Jordan Willis)‏ هو لاعب كرة قدم بريطاني في مركز الدفاع. شارك مع منتخب إنجلترا تحت 18 سنة لكرة القدم ومنتخب إنجلترا تحت 19 سنة لكرة القدم. أما مع النوادي، فقد لعب مع كوفنتري سيتي.

## وصلات خارجية
- جوردن ويليس على موقع قاعدة بيانات كرة القدم.إي يو (الإنجليزية)
- جوردن ويليس على موقع Soccerbase.com (لاعب) (الإنجليزية)
- جوردن ويليس على موقع Soccerway.com (الإنجليزية)